# By Indian Post
Pour plus de détails, voir Fiche technique et Distribution.
By Indian Post est un court métrage muet américain de John Ford, sorti en 1919.

## Fiche technique
- Titre original : By Indian Post
- Réalisation : John Ford
- Scénario : H. Tipton Steck
- Société de production : The Universal Film Manufacturing Company
- Société de distribution : The Universal Film Manufacturing Company
- Pays de production :  États-Unis
- Langue originale : anglais
- Format : noir et blanc — 35 mm — 1,37:1 — Muet
- Genre : Western
- Durée : 2 bobines
- Date de sortie :
  - États-Unis : 24 mai 1919

## Distribution
- Pete Morrison : Jode MacWilliams
- Duke R. Lee : « Pa » Owens
- Magda Lane : Peg Owens, sa fille
- Edward Burns
- Jack Woods : Dutch
- Harley Chambers : Fritz
- Hoot Gibson : Chub
- Jim Moore : Two Horns
- Jack Walters : Andy
- Otto Meyer : Swede
- Ed Jones : Stumpy